# Virginia Polytechnic Institute and State University
Virginia Polytechnic Institute and State University är ett universitet i Blacksburg, Virginia i USA. Universitetet kallas även Virginia Tech. Universitetet har sitt upphov i Virginia Agricultural and Mechanical College grundat 1872. Här skedde en skolmassaker den 16 april 2007 där det dog 33 elever och lärare.